# چاغلار چوروملو
چاغلار چوروملو (انگلیسی: Çağlar Çorumlu؛ زادهٔ ۴ دسامبر ۱۹۷۷) بازیگر اهل ترکیه است. وی از سال ۱۹۹۹ میلادی تاکنون مشغول فعالیت بوده‌است.
از فیلم‌ها یا برنامه‌های تلویزیونی که وی در آن نقش داشته‌است می‌توان به زیبای خفته اشاره کرد.